# Actinotia fleissii
Actinotia fleissii là một loài bướm đêm trong họ Noctuidae.